# Museum Endre Ady (Oradea)

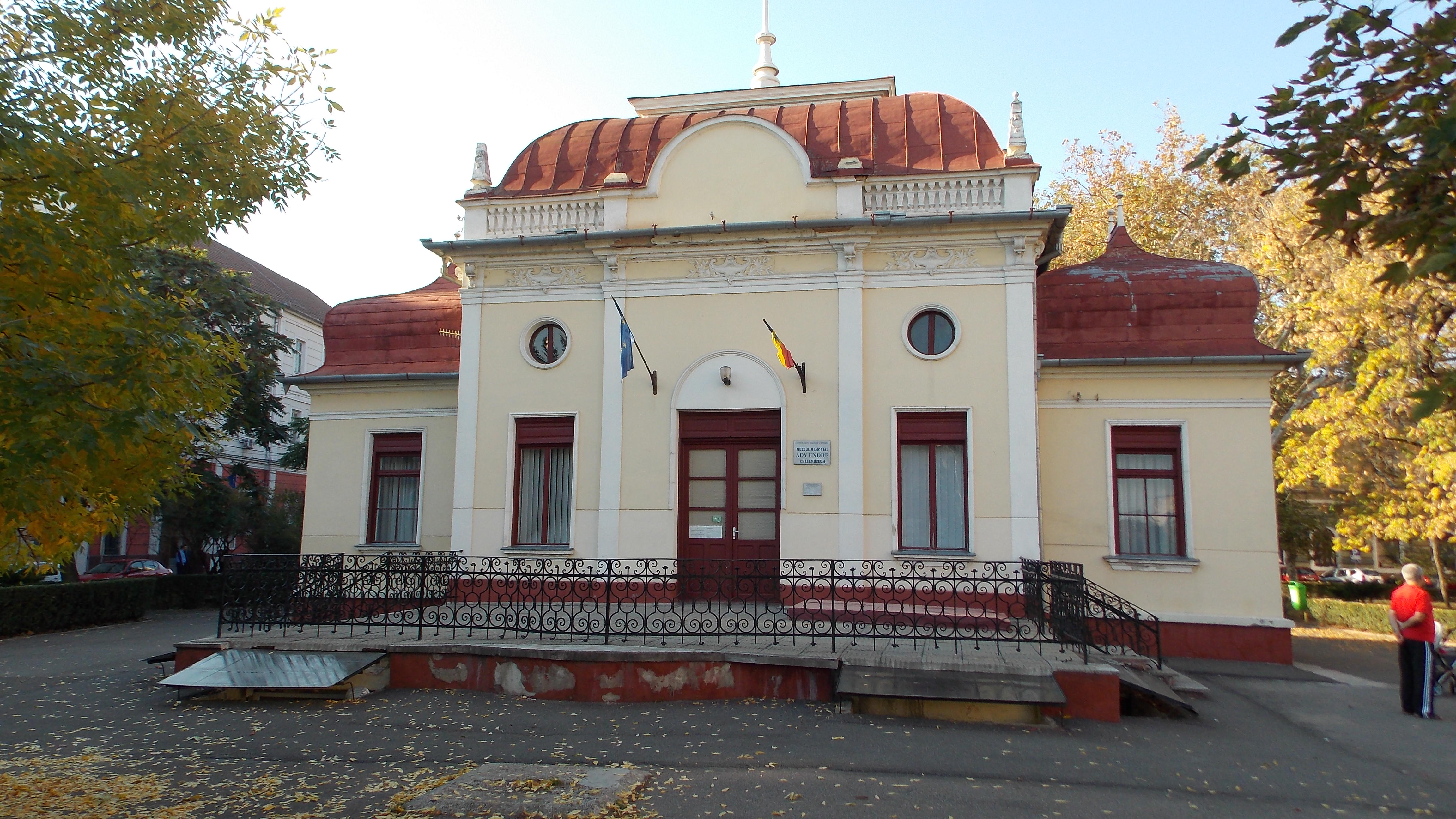
Museum Endre Ady

Das Museum Endre Ady in Großwardein (rumänisch Oradea) ist dem ungarischen Dichter Endre Ady gewidmet.

## Historisches
In dem 1913 errichteten Gebäude im „Parcul Traian 1“ befand sich das Café Müller, ein Treffpunkt von Intellektuellen und beliebter Aufenthaltsort des Dichters Endre Ady. Hier wurde 1955 das Museum Endre Ady eröffnet. Vor dem Gebäude befindet sich eine Büste von Ady Endre. Auf dem Sockel stand zuvor eine Statue von Mariä Aufnahme in den Himmel, die sich jetzt im Garten der römisch-katholischen Kirche in Olosig, einem Stadtviertel von Großwardein befindet.

## Weitere Museen zu Ehren Endre Ady
- Museum Endre Ady Budapest
- Memorialmuseum Endre Ady Érmindszent